# Премія Арістеіон
Премія Арістеіон — щорічна літературна премія, якою нагороджували з 1989 по 1999. Премія вручалась авторам найкращих європейських літературних творів (Європейська премія з літератури), а також перекладачам — авторам найкращого перекладу сучасного європейського твору (Європейська премія за переклад).
Премія заснована Європейською Радою у травні 1989 року як спосіб просування книги та читання. Щороку журі, що складається з членів, державами-членами ЄС, обирали переможця. Роботи, які мали право на приз, повинні були бути опубліковані не більше, ніж за три роки до обрання переможцю.
Нагородження відбувалось щораз в іншому місті, яке визнавали культурною столицею Євросоюзу. Вперше нагородження відбулось в Глазго в 1990 році, останнє нагородження відбулось у 1999 у місті Веймар.
У 2000 році Премію Арістеіон було замінено Європейською премією з літератури.

## Нагородженні

### Європейська премія з літератури
| Рік нагородження | Місто нагородження | Переможець                                                | Твір-переможець                      |
| ---------------- | ------------------ | --------------------------------------------------------- | ------------------------------------ |
| 1990             | Глазго             | Жан Ешноз (Франція)                                       | Lac                                  |
| 1991             | Дублін             | Маріо Луці (Італія)                                       | Frasi e Incisi di un Canto Salutare  |
| 1992             | Мадрид             | Мануель Васкес Монтальбан (Іспанія)                       | Galíndez                             |
| 1993             | Антверпен          | Кеес Ноотебоом (Нідерланди)                               | The Following Story                  |
| 1994             | Лісабон            | Хуан Марсе (Іспанія)                                      | El embrujo de Shanghai               |
| 1995             | Люксембург         | Герта Мюллер (Німеччина)                                  | Herztier                             |
| 1996             | Копенгаген         | Салман Рушді (Велика Британія) Крістоф Рансмайр (Австрія) | The Moor's Last Sigh Morbus Kitahara |
| 1997             | Салоніки           | Антоніо Табуккі (Італія)                                  | Sostiene Pereira                     |
| 1998             | Стокгольм          | Х'юго Клаус (Бельгія)                                     | De Geruchten                         |
| 1999             | Веймар             | Хосе Йерро (Іспанія)                                      | Cuaderno de Nueva York               |

### Європейська премія за переклад
| Рік нагородження | Місто нагородження | Переможець                                  | Твір-переможець                                            |
| ---------------- | ------------------ | ------------------------------------------- | ---------------------------------------------------------- |
| 1990             | Глазго             | Майкл Хамбургер (Велика Британія)           | Пауль Целан: Poems of Paul Celan                           |
| 1991             | Дублін             | Франц ван Гверден (Нідерландт)              | Луї-Фердінан Селін: De Brug van Londen — Guignol's Band II |
| 1992             | Мадрид             | Сократес Капсаскіс (Греція)                 | Джеймс Джой: Ulysses                                       |
| 1993             | Антверпен          | Франкоіс Вілмарт (Бельгія)                  | Ернст Блох: Das Prinzip Hoffnung                           |
| 1994             | Лісабон            | Ґіованні Рабоні (Італія)                    | Марсель Пруст: У пошуках утраченого часу                   |
| 1995             | Люксембург         | Діетер Хорніґ (Австрія)                     | Анрі Мішо: Un barbare en Asie                              |
| 1996             | Копенгаген         | [Торлінґ Біонвіґ (Данія)                    | Райнер Марія Рільке: Udsat på hjertets bjerge              |
| 1997             | Салоніки           | Hans-Christian Oeser (Німеччина / Ірландія) | Патрік МакКейб: The Butcher Boy                            |
| 1998             | Стокгольм          | Міґель Санес]] (Іспанія)                    | Гюнтер Грасс: Ein weites feld                              |
| 1999             | Веймар             | Claus Bech (Данія)                          | Флан О'Браєн: The Third Policeman                          |